# Uranotaenia spiculosa
Uranotaenia spiculosa is een muggensoort uit de familie van de steekmuggen (Culicidae). De wetenschappelijke naam van de soort is voor het eerst geldig gepubliceerd in 1970 door Peyton & Rattanarithikul.